# 3212-es mellékút (Magyarország)
A 3212-es számú mellékút egy bő 18 kilométeres hosszúságú, négy számjegyű mellékút Heves vármegyében; Kömlő községet köti össze Besenyőtelekkel és a 33-as főúttal, illetve Tiszanánával.

## Nyomvonala
A 33-as főútból ágazik ki, annak a 8+600-as kilométerszelvénye közelében, Besenyőtelek központjában, dél felé. Dózsa György utca néven húzódik a belterület déli széléig, amit mintegy 800 méter után ér el, a folytatásban egy darabig kissé nyugatabbi, egy iránytörést követően pedig dél-délkeleti irányban húzódik tovább. A negyedik kilométerét elhagyva kilép Besenyőtelek határai közül, egy rövid szakaszon Mezőtárkány lakatlan külterületei közt halad, de körülbelül 4,2 kilométer után már Átány területén jár. Lakott helyeket viszont itt sem érint, és nagyjából 5,4 kilométer megtételét követően ki is lép a község határai közül.
Kömlő az útjába eső következő település, melynek első házait majdnem pontosan a tizedik kilométerénél éri el. Egri út néven húzódik a központ déli részéig, közben két elágazása is van: előbb, 10,6 kilométer után a 32 113-as számú mellékút torkollik bele délnyugati irányból – ez a 31-es főúttól húzódik idáig, Átány központján keresztül –, két sarokkal arrébb pedig a 3211-es út, mely Tarnaszentmiklóssal köti össze a falut. A belterület déléi részén a Táncsics Mihály utca nevet veszi fel, és így is lép ki a lakott területről – itt már délkeleti irányt követve –, mintegy 12,2 kilométer megtétele után.
12,8 kilométer után éri el Tiszanána nyugati határszélét, bő fél kilométeren át a határvonalat kíséri, utána viszont teljesen tiszanánai területre ér. Majdnem pontosan a 17. kilométerénél éri el e község első házait, melyek között a Fő út nevet veszi fel. A település központjában, közvetlenül a Sütő András íróról elnevezett iskolája és a Szeplőtelen fogantatás nevére szentelt temploma mellett ér véget, a 3213-as útba beletorkollva, annak a 8+500-as kilométerszelvénye közelében.
Teljes hossza, az országos közutak térképes nyilvántartását szolgáló kira.kozut.hu adatbázisa szerint 18,401 kilométer.
1948-ban aszfaltburkolatot kapott, 1986-ban teljes felújításon esett át, erősebb betonréteget és új árkot kapott. Eddigi utolsó felújítása 2006-ban zajlott.

## Települések az út mentén
- Besenyőtelek
- (Mezőtárkány)
- (Átány)
- Kömlő
- Tiszanána